# Novîi Stav, Kameanka-Buzka
Novîi Stav (în ucraineană Новий Став) este un sat în comuna Velîke Kolodno din raionul Kameanka-Buzka, regiunea Liov, Ucraina.

## Demografie
Componența lingvistică a localității Novîi Stav
     Ucraineană (100%)
Conform recensământului din 2001, toată populația localității Novîi Stav era vorbitoare de ucraineană (100%).